# Кућа из 1797. године у Каменици (Нови Сад)
Кућа из 1797. г. се налази у Сремској Каменици, у Карађорђевој улици бр. 21. Данас се ова кућа налази под заштитом државе и представља културно добро од великог значаја.
Поред архитектонских вредности, значајна је и по томе што је у њој живео др Радивој Симоновић (1858—1950), српски лекар, етнограф и добротвор.

## Историја
Овај објекат је подигнут још 1797. године, по чему сведочи натпис изведен у малтеру, који се налази на доњем делу уличног забата.

## Изглед куће
Постављена је на уличној регулационој линији, а по вертикали је чине подрум, приземље и тавански део. У прошлости ова кућа је била уобичајеног троделног распореда, са тремом, зиданим стубовима и отвореним аркадама. Кућа има богату декорацију уличне фасаде, са барокном киблом која се завршава двема волутама, испод које је пластично изведен мотив свевидећег ока. Доње ивице кибле се завршавају четвртастим волутним (меандром).

## Реконструкције
Радови на реконструкцији објекта, који се пре свега односе на унутрашњост куће и затварање трема, су допринели да кућа данас изгубила своје првобитне карактеристике. Кућа данас служи као стамбени објекат.